# Austrálie na Letních olympijských hrách 1932

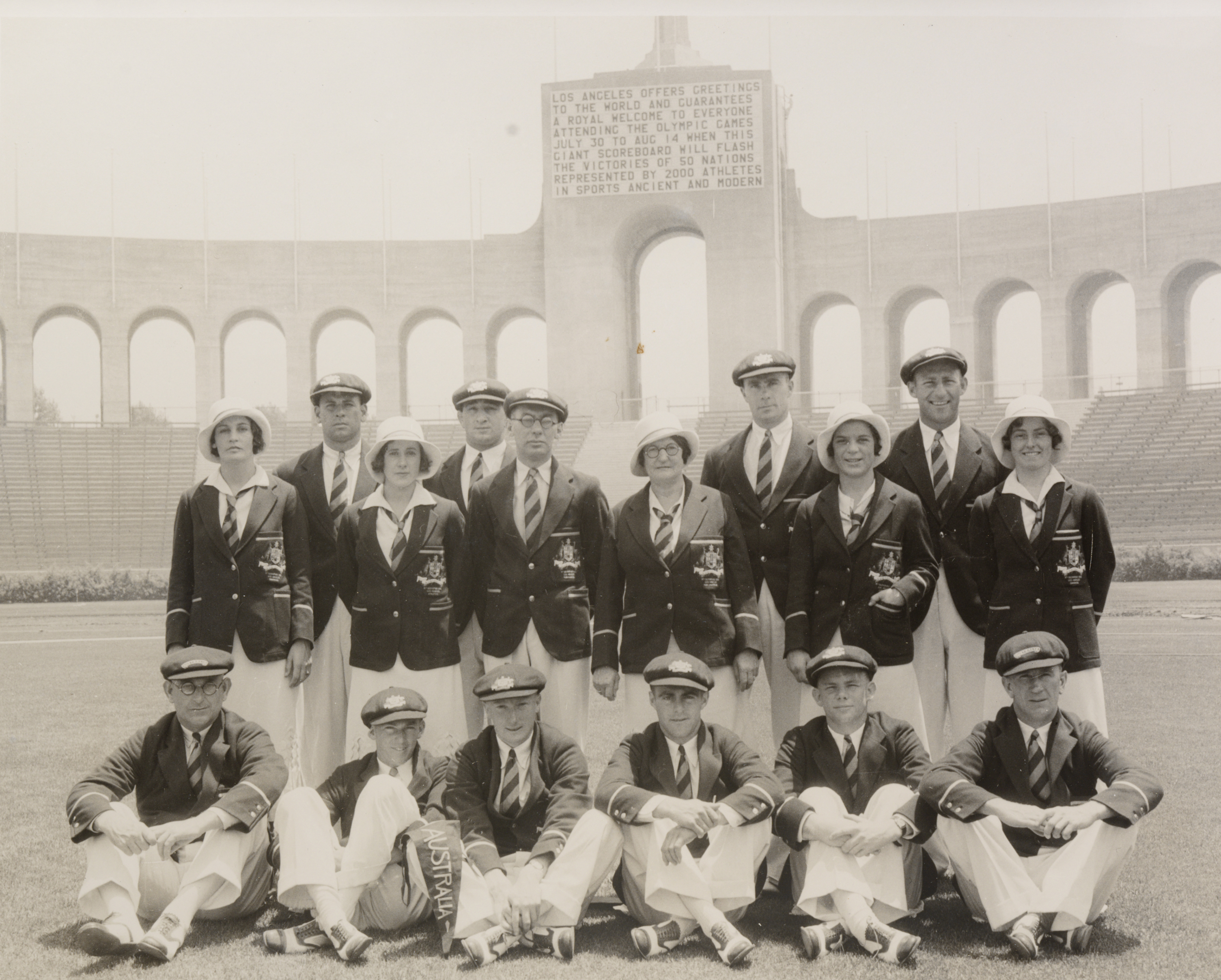
snímek australského olympijského týmu, autor neznámý

Austrálii na Letních olympijských hrách v roce 1932 v kalifornském Los Angeles reprezentovalo 13 sportovců v 6 sportech. Ve výpravě bylo 9 mužů a 4 ženy.

## Medailisté
| Medaile | Jméno          | Sport      | Soutěž                        |
| ------- | -------------- | ---------- | ----------------------------- |
| Zlato   | Dunc Gray      | Cyklistika | Muži 1 000 m s pevným startem |
| Zlato   | Bobby Pearce   | Veslování  | Muži skif                     |
| Zlato   | Clare Dennis   | Plavání    | Ženy 200 m prsa               |
| Stříbro | Bonnie Mealing | Plavání    | Ženy 100 m znak               |
| Bronz   | Eddie Scarf    | Zápas      | muži, volný styl do 87 kg     |